# Ренфру Кримери Кингз
«Ренфру Кримери Кингз» (англ. Renfrew Creamery Kings; известна также под именем «Ренфру Миллионерс», Renfrew Millionaires) — канадская профессиональная хоккейная команда, выступавшая в 1909—1911 годах в чемпионате Национальной хоккейной ассоциации (НХА). Представлявшие онтарийский город Ренфру «Кримери Кингз» за счёт значительных финансовых вливаний оказались способны приобрести нескольких ведущих канадских хоккеистов, но не сумели подняться выше третьего места и были расформированы, принеся владельцам значительные убытки.

## История
В конце первого десятилетия XX века хоккей с шайбой в небольшом (3000 жителей) онтарийском городке Ренфру в 90 км к западу от Оттавы достиг пика популярности. Базирующаяся в Ренфру хоккейная команда «Кримери Кингз» стала в 1907 году чемпионом Лиги Верхней Оттава-Валли, после чего заявила о намерении оспаривать Кубок Стэнли у его тогдашних обладателей в серии матчей. Однако совет попечителей фонда Кубка Стэнли отклонил её кандидатуру. Газета «Торонто Телеграм» писала об этом вызове как о курьёзе: «Не смейтесь. Если вы никогда не жили в маленьком городке, то вы не знаете, насколько серьёзно эти люди себя воспринимают». Команда Ренфру вновь бросила вызов обладателям Кубка Стэнли в 1909 году, и вновь это вызов был отклонён советом попечителей.
Хотя Ренфру был маленьким городом, в нём проживало несколько очень состоятельных людей, в том числе железнодорожный магнат М. Дж. О'Брайен. О’Брайен, который сам, по-видимому, мало интересовался хоккеем, задался целью завоевать Кубок Стэнли для своего родного города. Он пришёл к выводу, что команды из «глубинки», подобной Ренфру, имеют реальный шанс побороться за Кубок Стэнли только в случае, если смогут предложить ведущим игрокам страны лучшие условия, чем в больших городах — в частности, более высокий доход. Кроме того, команда должна была играть в ведущей хоккейной лиге — чемпионов мелких лиг, как показывал опыт Ренфру, к борьбе за Кубок Стэнли попросту не допускали. Но и даже просто войти в составленную из клубов Оттавы, Монреаля и Квебек-Сити Хоккейную ассоциацию Восточной Канады (ECHA) Ренфру не давали, и тогда О’Брайен и его сын Эмброз решили создать собственную профессиональную хоккейную лигу высокого уровня. Сооснователем этой новой лиги, получившей название Национальная хоккейная ассоциация (НХА), стал один из бывших клубов ECHA — «Монреаль Уондерерз». Все остальные клубы лиги так или иначе существовали на деньги О’Брайенов. Помимо «Ренфру Кримери Кингз», это были команды небольших горняцких городов Онтарио — Кобалта и Хейлибери, а также ещё одна монреальская команда, которую, в отличие от «Уондерерз», составляли франкоязычные игроки. Новая монреальская команда получила название «Канадиенс».
Старший О’Брайен поставил перед собой задачу привлечь в обновлённую команду Ренфру лучших игроков. Воплощению этого плана способствовала идущая профессионализация хоккея, в условиях которой игрок был свободен в своём выборе команды, и высокие гонорары обеспечивали присутствие «звёзд» в составах. Первыми обладателями дорогих контрактов в «Кримери Кингз» стали братья Лестер и Фрэнк Патрик. Лестер, которому клубы из Монреаля и Оттавы предлагали контракты на сумму соответственно в 1200 и 1500 долларов в год, был подписан «Королями» за 3000 долларов. Фрэнку Патрику платили 2000 долларов в год. Знаменитый Циклон Тейлор, звезда команды «Оттава Сенаторз», был перехвачен «Ренфру» с рекордным по тем временам контрактом на 5250 долларов в год (фактически, речь шла о двухмесячном сезоне, включавшем всего 12 игр, и в этом смысле услуги Тейлора оплачивались даже выше, чем самого высокооплачиваемого спортсмена-профессионала тех лет — бейсболиста Тая Кобба, получавшего 6,5 тысячи долларов за 154 игры на протяжении 7 месяцев).
Доходы игроков новой лиги быстро привели к тому, что конкурирующая Канадская хоккейная ассоциация (бывшая Хоккейная ассоциация Восточной Канады) оказалась просто нерентабельной и развалилась. Из клубов, входивших в КХА, к НХА присоединились «Сенаторз» и «Монреаль Шамрокс». По итогам первого сезона «Ренфру Миллионерс» заняли третье место с 8 победами в 12 играх, пропустив вперёд «Уондерерз» и Оттаву. Ситуация повторилась и во второй год существования лиги — клуб из Ренфру остался третьим, теперь после «Сенаторз» и «Канадиенс». Несмотря на ажиотаж, царивший в городе вокруг выступлений «Кингз» (их матч в Оттаве транслировали в родной город по телеграфу, а трибуны 4-тысячного ледового стадиона заполнялись до отказа), высочайшие зарплаты игроков означали, что команда неминуемо окажется убыточной. В первом сезоне О’Брайены понесли убытков на 11 тысяч долларов, и ко второму сезону глава семьи начал сворачивать финансовую поддержку лиги, в которой осталось лишь пять команд. Финансирование клубов из Кобалта и Хейлибери было прекращено полностью, а «Канадиенс» проданы монреальским инвесторам. Финансирования «Кингз» хватило ещё на год, после чего и этот клуб прекратил своё существование, так и не сумев побороться за Кубок Стэнли. «Кримери Кингз» стали единственной убыточной командой НХА во втором сезоне.

## Статистика выступлений
| Сезон     | Лига | Игры | Победы | Поражения | Ничьи | Очки | Забито | Пропущено | Место |
| --------- | ---- | ---- | ------ | --------- | ----- | ---- | ------ | --------- | ----- |
| 1909/1910 | НХА  | 12   | 8      | 3         | 1     | 17   | 96     | 54        | 3     |
| 1910/1911 | НХА  | 16   | 8      | 8         | 0     | 16   | 91     | 101       | 3     |